# Boonea scymnocelata
Boonea scymnocelata is een slakkensoort uit de familie van de Pyramidellidae. De wetenschappelijke naam van de soort is voor het eerst geldig gepubliceerd in 2009 door Pimenta, Absalão & Miyaji.